# Oblast de Vladimir
O oblast de Vladimir (russo:  Влади́мирская о́бласть, tr. Vladímirskaia óblast) é uma divisão federal da Federação da Rússia. O seu centro administrativo é a cidade de Vladimir, localizada 190 km a leste de Moscovo. De acordo com o censo populacional de 2010, tinha uma população de 1 443 693 habitantes.
A lista de património mundial da UNESCO inclui as catedrais do século XII de Vladimir, Suzdal, Bogoliubovo e Kideksha.